# نظرية خفض الشك

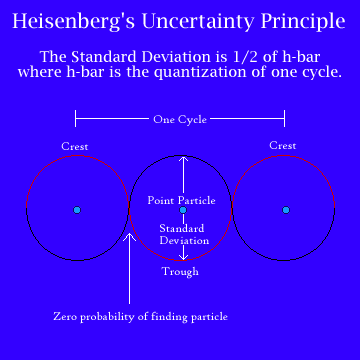

نظرية خفض الشك لـ تشارلز بيرغر؛ بِغَضِّ النظر عن مدى قرب شخصين في نهاية المطاف فإن هذه العلاقة بينهم تبدأ دائماً كغرباء فدعنا نقول إنك قد حصلت للتو على وظيفة كسائق لخدمة التوصيل خلال عطلة الشتاء وبعد التحدث مع السائقين الآخرين فإنك تستنتج أن دخلك وراحة ذهنك سيعتمدان على إيجاد علاقة جيدة مع (هيذر) مأمور الإرسال اللاسلكي (الراديو) وكل ما تعرفه على وجه الدقة حول (هيذر) هو ارتباطها بـ(هانا) كلبة الصيد الخاص بها من فصيلة لبرادو وزنها 100 باوند والذي لا يترك (هيذر) بعيدا أبداً عن مرمى البصر، كما يضحك السائقون القدامى المخضرمون حيث أنه من الصعب معرفة الفرق بين أصوات (هيذر) و(هانا) عبر جهاز اللاسلكي ولكن مع بعض التأهلات يمكنك اتخاذ الترتيبات اللازمة لمقابلة هيذر و(هانا) وتناول القهوة والكعك قبل يوم العمل الأول، كما أن ليس لديك حقًا أي فكرة عما يمكن توقعه.
يعتقد تشارلز بيرغر أنه من الطبيعي أن تكون لدينا شكوك حول قدرتنا على التنبؤ بنتائج اللقاءات الأولية، كما يشير بيرغر أستاذ التواصل في جامعة كاليفورنيا، بمدينة دافيس إلى أن «بدايات العلاقات الشخصية محفوفة بالشكوك» وذلك على عكس نظرية الاختراق الاجتماعي التي تحاول التنبؤ بمستقبل العلاقة على أساس المكافآت والتكاليف المتوقعة (انظر الفصل رقم 9) حيث تركز نظرية تخفيض الشك لـ بيرغر (URT) على كيفية استخدام التواصل البشري لاكتساب المعرفة وخلق الفهم.
النقطة المركزية في النظرية الحالية هي الافتراض بأنه عندما يجتمع الغرباء فإن همهم الأساسي هو تقليل الشك أو زيادة القدرة على التنبؤ بشأن سلوك كل من أنفسهم والآخرين في التفاعل.
الجهل الشخصي ليس نعمة؛ إنه محبط! حيث يؤكد بيرغر أن سعينا لتقليل الشك بشأن المعارف الجديدة يحصل على دفعة من أي من هذه الشروط الثلاثة.
1. تحسبا للتفاعل في المستقبل: نحن نعلم أننا سوف نَرَاهُم مرة أخرى.
2. قيمة الحوافز: لديهم شيء نريده.
3. الانحراف: يتصرفون بطريقة غريبة.

هيذر تُخطفك في الشروط الثلاث فأنت تعلم أنك ستتعامل معها خلال الأسابيع القليلة المقبلة، كما يمكنها أن تعطيك أو تمسك عليك مالياً وفقًا للطرق التي تعتمدها هي وبالإضافة لذلك فهي تملك هذا الارتباط الغريب بـ هانا ووفقًا لـ بيرغر عندما تضيف هذه العوامل الثلاثة إلى فضولك الطبيعي فأنت تريد حقًا حل لغز من تكون هي.
يعتقد بيرغر أن هدفنا الرئيسي في التحدث إلى الناس هو فهم "عالمنا الشخصي. لهذا السبب تتناول وجبة الإفطار مع شخص غريب وكلبه فإذا أحضرت كلب الصيد الخاص بك أيضا للاجتماع فإن فرصك هي أن يكون الكلبان سوف يتنقلان ويتشممان بعضهما بعضًا ويحاولان الحصول على فكرة عن الشكل الذي كان عليه نظيرهم فالبشر ليسوا مختلفين فنحن فقط أكثر ذكاءً نستخدم الرموز بدلاً من الروائح للوصول إلى استنتاجاتنا.